# Salmo 81
Il salmo 81 (80 secondo la numerazione greca) costituisce l'ottantunesimo capitolo del Libro dei salmi.